# IFK Lane
IFK Lane är en fotbollsklubb i Lane i Uddevalla kommun i Sverige. IFK Lane bildades inför säsongen 1967 genom sammanslagning av de tidigare klubbarna Lane BK och IFK Lane-Ryr.  Som sedan dess har utvecklat sig till större klubb och arbetar nu med senior, ungdomar, barn och gymnastik. 